# (19083) Mizuki
(19083) Mizuki est un astéroïde de la ceinture principale.

## Description
(19083) Mizuki est un astéroïde de la ceinture principale. Il fut découvert le 18 février 1977 à Kiso par Hiroki Kosai et Kiichiro Hurukawa. Il présente une orbite caractérisée par un demi-grand axe de 2,89 UA, une excentricité de 0,05 et une inclinaison de 3,2° par rapport à l'écliptique.